# Imre Frivaldszky
Emerich (Imre) Frivaldszky von Frivald (n. 6 februarie 1799, Bačkov, Košický kraj, Slovacia – d. 19 octombrie 1870, Jobbágyi, Districtul Pásztó, Nógrád, Ungaria) a fost un botanist și entomolog maghiar. A scris intensiv despre ordinele Lepidoptera și Coleoptera.

## Biografie
Imre Frivaldszky s-a născut la 6 februarie 1799.
Din 1822 până în 1851 a fost directorul Muzeului Național Maghiar. El a fost implicat în descrierea florei și faunei din Turcia. În 1835, Frivaldsky a descris pentru prima dată planta Haberlea rhodopensis în Munții Balcani din Bulgaria.
Frivaldszky a scris extensiv despre plante, șerpi, melci și în special insecte (Lepidoptere și Coleopter). O mare parte a colecției entomologice uriașe a fost distrusă într-un potop în 1838, restul în 1956 în timpul revoluției anticomuniste. Multe dintre exemplarele sale se află în Muzeul de Istorie Naturală al Universității din Pisa.
Imre Frivaldsky a murit pe 19 octombrie 1870.

## Activități științifice
Imre Frivaldsky era specializat în pteridofite și spermatofite.